# Yinhe (köpinghuvudort i Kina, Heilongjiang Sheng, lat 47,95, long 123,65)
Yinhe (kinesiska: 音河, 音河镇) är en köpinghuvudort i Kina. Den ligger i provinsen Heilongjiang, i den nordöstra delen av landet, omkring 330 kilometer nordväst om provinshuvudstaden Harbin. Antalet invånare är 14 819. Befolkningen består av 7 292 kvinnor och 7 527 män. Barn under 15 år utgör 17,0 %, vuxna 15-64 år 76 %, och äldre över 65 år 6,0 %.
Runt Yinhe är det ganska tätbefolkat, med 67 invånare per kvadratkilometer. Närmaste större samhälle är Gannan, 11,8 km väster om Yinhe. Trakten runt Yinhe består till största delen av jordbruksmark.
Genomsnittlig årsnederbörd är 673 millimeter. Den regnigaste månaden är juli, med i genomsnitt 208 mm nederbörd, och den torraste är januari, med 7 mm nederbörd.